# Stadionul Republican
Stadionul Republican a fost un stadion multifuncțional din Republica Moldova, deschis în 1952. De-a lungul timpului pe stadionul Republican și-au disputat meciurile de acasă cluburile Zimbru Chișinău și Dacia Chișinău, dar și echipa națională de fotbal a Republicii Moldova. Stadionul Republican a mai fost gazda a 17 finale ale Cupei Moldovei și a două finale a Cupei Federației de Fotbal a URSS. În anul 2007 Stadionul Republican a fost demolat întrucât nu mai corespundea criteriilor FIFA și UEFA de desfășurare a meciurilor internaționale, în locul său planificându-se de a se construi un alt stadion modern și performant.

## Istoric

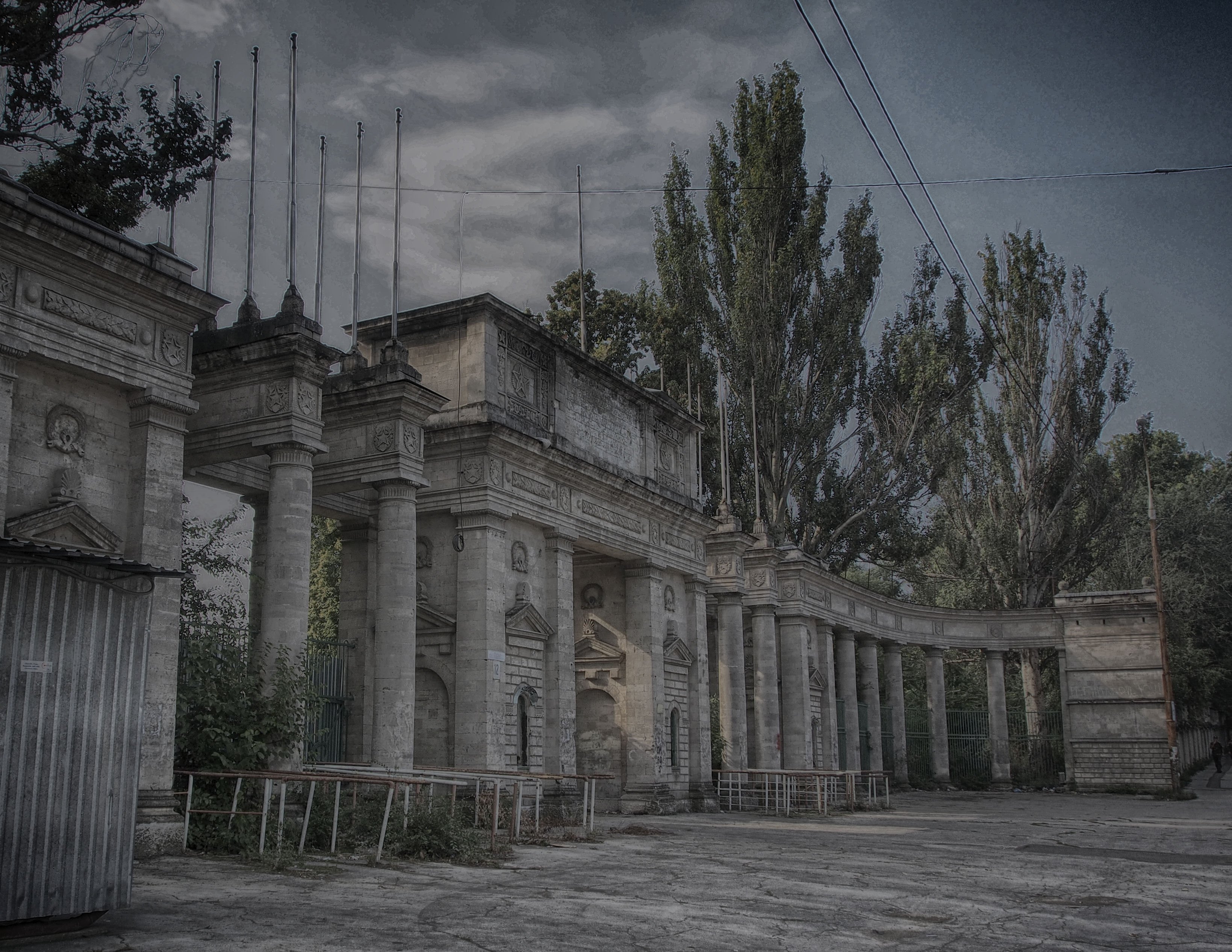
Intrarea în ruinele defunctului stadion

În octombrie 2006 Guvernul Tarlev II a aprobat o hotărâre cu privire la reconstrucția complexului „Stadionul Republican" și acțiunile ce urmau a fi realizate de către autoritățile centrale și locale în acest scop. În martie 2007 a fost solicitată de la Primăria Municipiului Chișinău eliberarea unei autorizații de demolare a nouă construcții situate pe teritoriul Stadionului Republican, acestea fiind proprietatea privată a unor persoane fizice și juridice. Primăria Chișinău a eliberat însă autorizația de desființare a tribunelor complexului Stadionului Republican. Decizia finală privind organizarea și urgentarea activităților de demolare a Stadionului Republican a fost luată în cadrul unei ședințe de lucru a guvernului, din 11 iunie 2007.
Astfel, Stadionul Republican a fost demolat în vara anului 2007, la inițiativa prim-ministrului de atunci, Vasile Tarlev. Vasile Tarlev în persoană a urcat într-un tractor și a demolat demonstrativ un zid improvizat. Atunci Tarlev a declarat că în locul stadionului va fi construită o arenă modernă cu 20.000 de locuri, o parcare imensă și un hotel.
Lucrările de reconstrucție a Stadionului Republican așa și nu au mai început. Potrivit estimărilor, construcția unui nou complex sportiv ar costa aproximativ 100 de milioane de euro.
În octombrie 2010, ministrul Tineretului și Sportului de atunci, Ion Ceban, declara că Stadionul Republican va fi reconstruit în baza unui parteneriat public-privat, întrucât guvernul nu poate acoperi de sine-stătător costul de zeci de milioane de euro pentru renovarea arenei. Printre posibilii finanțatori menționați atunci a fost Federația Europeană de Atletism. 
Între timp, apăruseră zvonuri că pe locul stadionului ar putea fi înălțat un cartier locativ sau chiar sediul unei ambasade. Directorul stadionului, Valeriu Sulă, declarase în mai 2011 că, încă din 2009 reprezentanți ai Ambasadei Statelor Unite au vizitat stadionul arătându-se interesați de construcția unui nou sediu pentru misiunea diplomatică a SUA în Republica Moldova. Președintele Comitetului Național Olimpic, Nicolae Juravschi declara atunci referitor la asta că: „Este o idee bună. Terenul din strada Tighina ar fi mai potrivit pentru o ambasadă, iar noi am obține bani pentru construcția unui nou stadion".
În 2013, fostul ministru al Agriculturii, Valeriu Cosarciuc a propus ca pe cele cinci hectare de pământ să fie amenajată o piață agricolă cu 2500 de locuri pentru comerț.

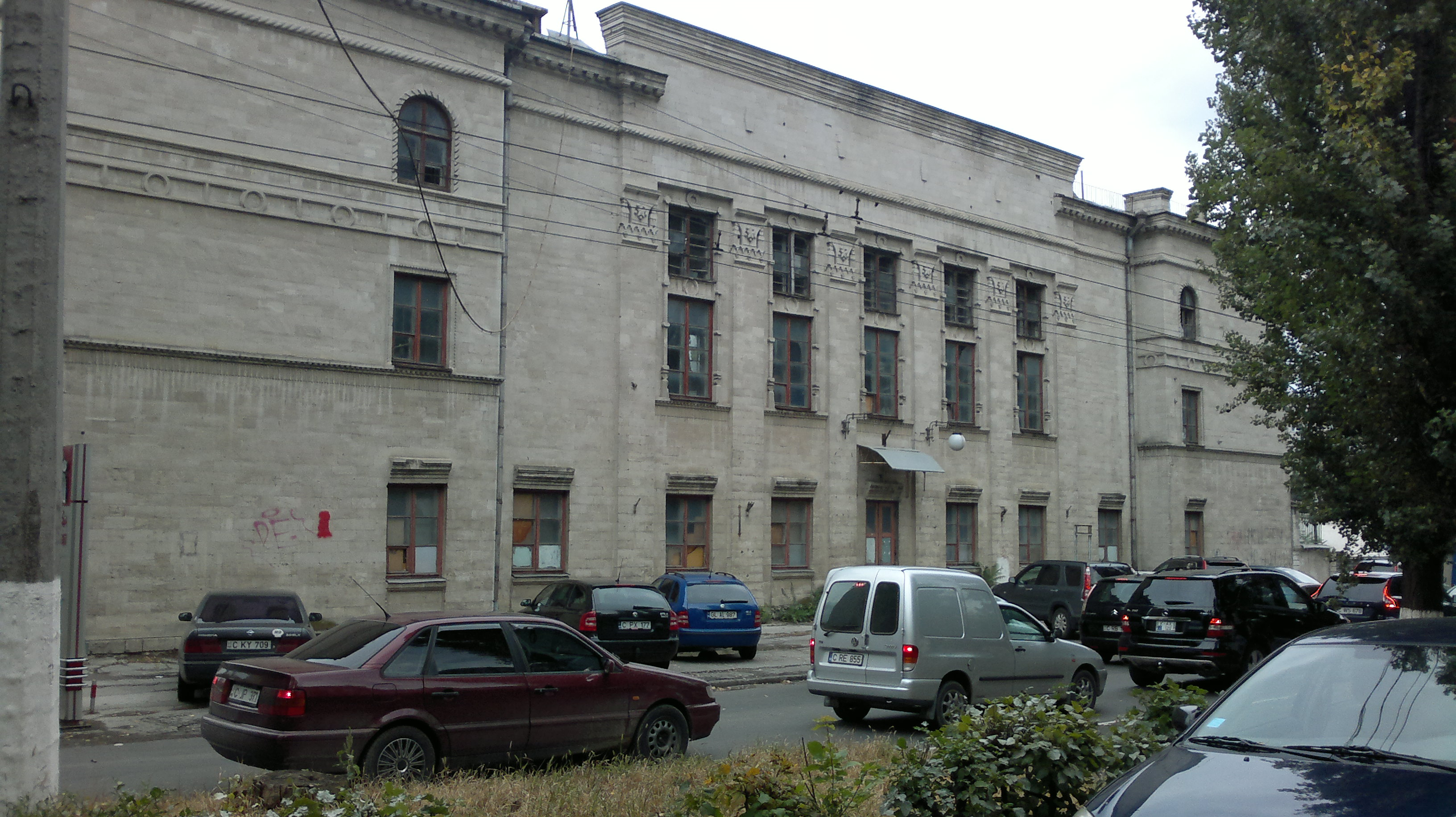
Clădirea principală a fostului Stadion Republican

La 12 februarie 2014, guvernul Leancă a aprobat un plan de acțiuni pentru anul 2014, care includea și demararea lucrărilor de construcție a Stadionului Republican. Ministerul Dezvoltării Regionale și Construcțiilor a fost desemnat atunci drept instituție responsabilă de executarea acestui proiect.
La 30 ianuarie 2015, ministrul în exercițiu al Construcțiilor, Marcel Răducan a declarat că „la moment au loc negociere privind inițierea unui parteneriat public-privat”.
„Ministerul a fost susținut de Guvern ca să inițieze o procedură de parteneriat public pentru a construi un stadion republican cu o capacitate de 25 - 30 de mii de locuri. Am inițiat deja negocieri cu trei companii - una din Italia, alta din Republica Moldova și a treia din Ucraina. Anul acesta este decisiv pentru elaborarea proiectului”.
Potrivit unui raport de audit al Curții de Conturi, condițiile în care se află Stadionul Republican după demolare pot duce la suportarea unor cheltuieli nejustificate din partea statului. Terenul aferent imobilelor, cu suprafața de 5,2 ha este neîngrijit, fiind acoperit de vegetație și deșeuri. Terenul este înregistrat la organele cadastrale ca proprietate a Republicii Moldova și este reflectat în evidența contabilă a Ministerului cu o valoare de 58,3 milioane lei.

## Legături externe
- Galerie de imagini cu stadionul în ultimii ani, arhivat, la 26 aprilie 2012 la archive.org, de la fussballtempel.net
- Stadionul Republican Arhivat în 18 octombrie 2012, la Wayback Machine. la stadia-md.com
- Stadionul Republican la stadiumdb.com